# Stjärnsund
Stjärnsund is een plaats in de gemeente Hedemora in het landschap Dalarna en de provincie Dalarnas län in Zweden. De plaats heeft 158 inwoners (2005) en een oppervlakte van 48 hectare.